# Малоу
Малоу (енгл. Mallow, ир. Mala) је град у Републици Ирској, у југозападном делу државе. Град је у саставу округа округа Корк и важан је град за округ.

## Природни услови
Град Малоу се налази у југозападном делу ирског острва и Републике Ирске и припада покрајини Манстер. Град је удаљен 240 километара југозападно од Даблина. Град Корк се налази 35 километара јужно од Малоуа.
Малоу је смештен у приобалном подручју јужне Ирске, близу Коршког залива. Подручје града је равничарско и плодно, са просечном надморском висином од 60-80 метара. Кроз град протиче река Блеквотер.
Клима: Клима у Малоуу је умерено континентална са изразитим утицајем Атлантика и Голфске струје. Стога град одликује блага и веома променљива клима.

## Историја
Подручје Малоуа било насељено већ у време праисторије. Дато подручје је освојено од стране енглеских Нормана у крајем 12. века. Први помен насеља под данашњим називом везан је за годину 1630.
Малоу је од 1921. године у саставу Републике Ирске. нагли развој града започео је тек последњих деценија, посебно са ширењем утицаја оближњег Корка, када је почело и нагло повећавање броја становника.

## Становништво
Према последњим проценама из 2011. године. Малоу је имао око 8,5 хиљада становника у граду и око 11,5 хиљада у широј градској зони. Последњих година број становника у граду се нагло повећава.

## Привреда
Малоу је, пре свега, познат по лакој индустрији (посебно прехрамбена индустрија). Последњих деценија посебно се брзо развија сектор трговине, услуга и туризма.

## Збирка слика
- Богородичина црква римокатоличког обреда
- Градска железничка станица
- Мост преко реке Блеквотер